# Komodomys rintjanus
Komodomys rintjanus é uma espécie de roedor da família Muridae. É a única espécie do género Komodomys.
Apenas pode ser encontrada na Indonésia.
Os seus habitats naturais são: florestas secas tropicais ou subtropicais.
Está ameaçada por perda de habitat.